# Wikstroemia capitata
Wikstroemia capitata är en tibastväxtart som beskrevs av Alfred Rehder. Wikstroemia capitata ingår i släktet Wikstroemia och familjen tibastväxter. Inga underarter finns listade i Catalogue of Life.